# قلعه مچی
قلعه مچی یا قلعچه و بناهای وابسته آن مربوط به دوره صفوی در شهرستان هامون در سه کیلومتری شرق حوضدار سیستان و ۶ کیلومتری شهر سوخته و ۵۰ کیلومتری جنوب غربی شهر محمدآباد (هامون) جای گرفته‌است. این اثر در تاریخ ۹ آذر ۱۳۷۷ با شمارهٔ ثبت ۲۱۳۵ به‌عنوان یکی از آثار ملی ایران به ثبت رسیده‌است.

## معماری
این قلعه مقر و کاخ خاندان رئیسی (ملک محمد رئیسی) فرمانروایان جنوبی سیستان می‌باشد که از خشت و گل ساخته شده‌است. ارتفاع ایوان شمالی این قلعه از زمین ۱۰ متر و دهانه آن ۵/۷ متر پهنا دارد. در این منطقه باقی مانده یک آسیاب بادی نیز وجود دارد که نمونه‌های آن در دوران اسلامی و در تمام نقاط سیستان وجود داشته‌است.
این ساختمان رادر زمان صفویّه شاهان کیانی سیستان ساخته‌اند ودر احیاءالملوک هم دکتر ستوده آن را قلعهٔ کافی نامیده‌است. است. در این منطقه کتیبه‌ای از سال ۱۱۳۰ هجری قمری (۱۷۱۷ میلادی) مربوط به میرجعفرخان کشف شده‌است.

## وجه تسمیه
قلعه مچی در ناحیه تاریخی حوضدار در ۷۰ کیلومتری جنوب غربی شهرستان زابل قرار دارد و از آنجا که در سراسر منطقه نخلستان‌های فراوانی وجود داشت و مچ نیز به گویش سیستانی به معنی درخت خرما می‌باشد، قلعه به این نام مشهور شده‌است.

## نگارخانه

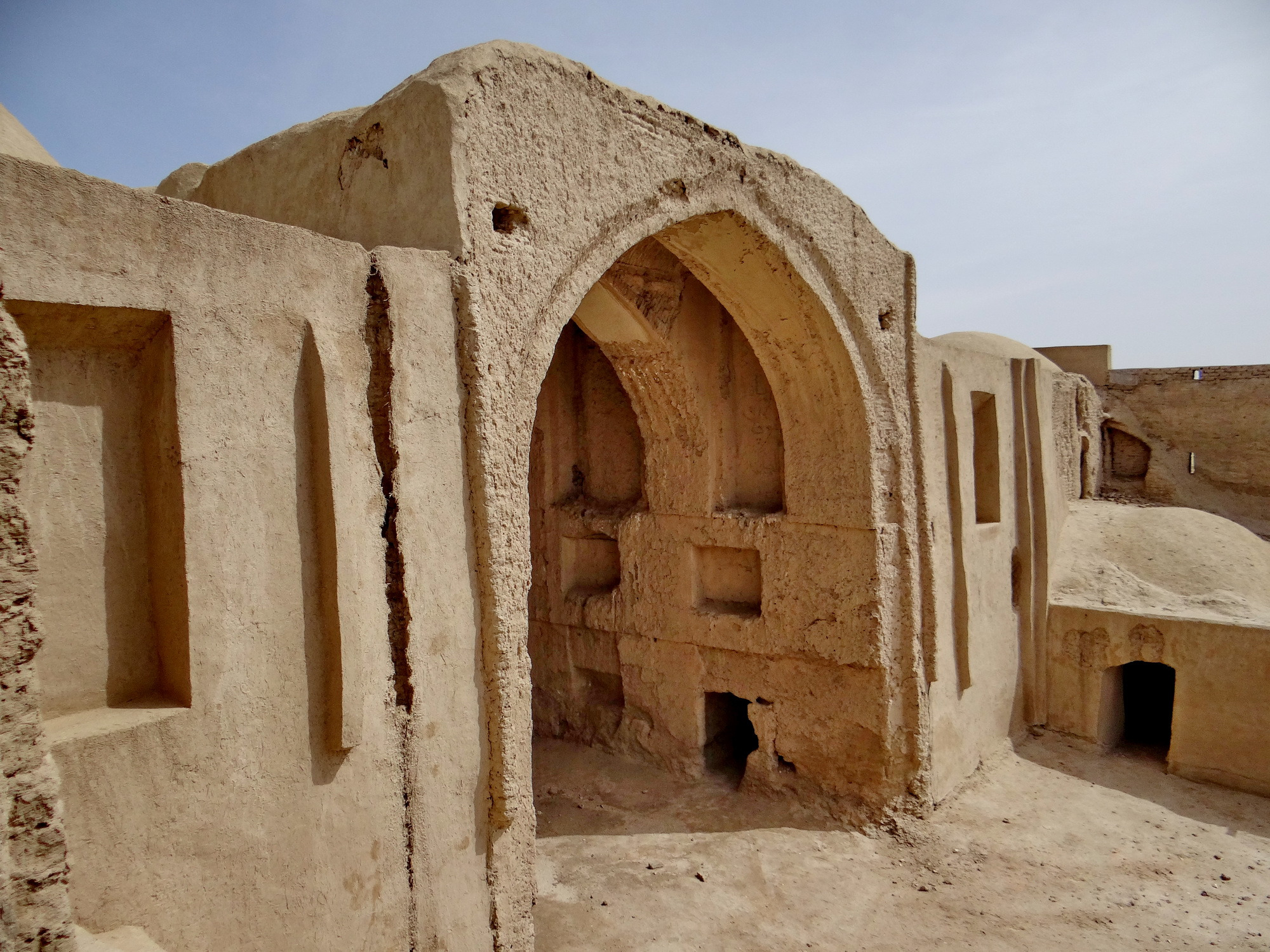
قلعه مچی
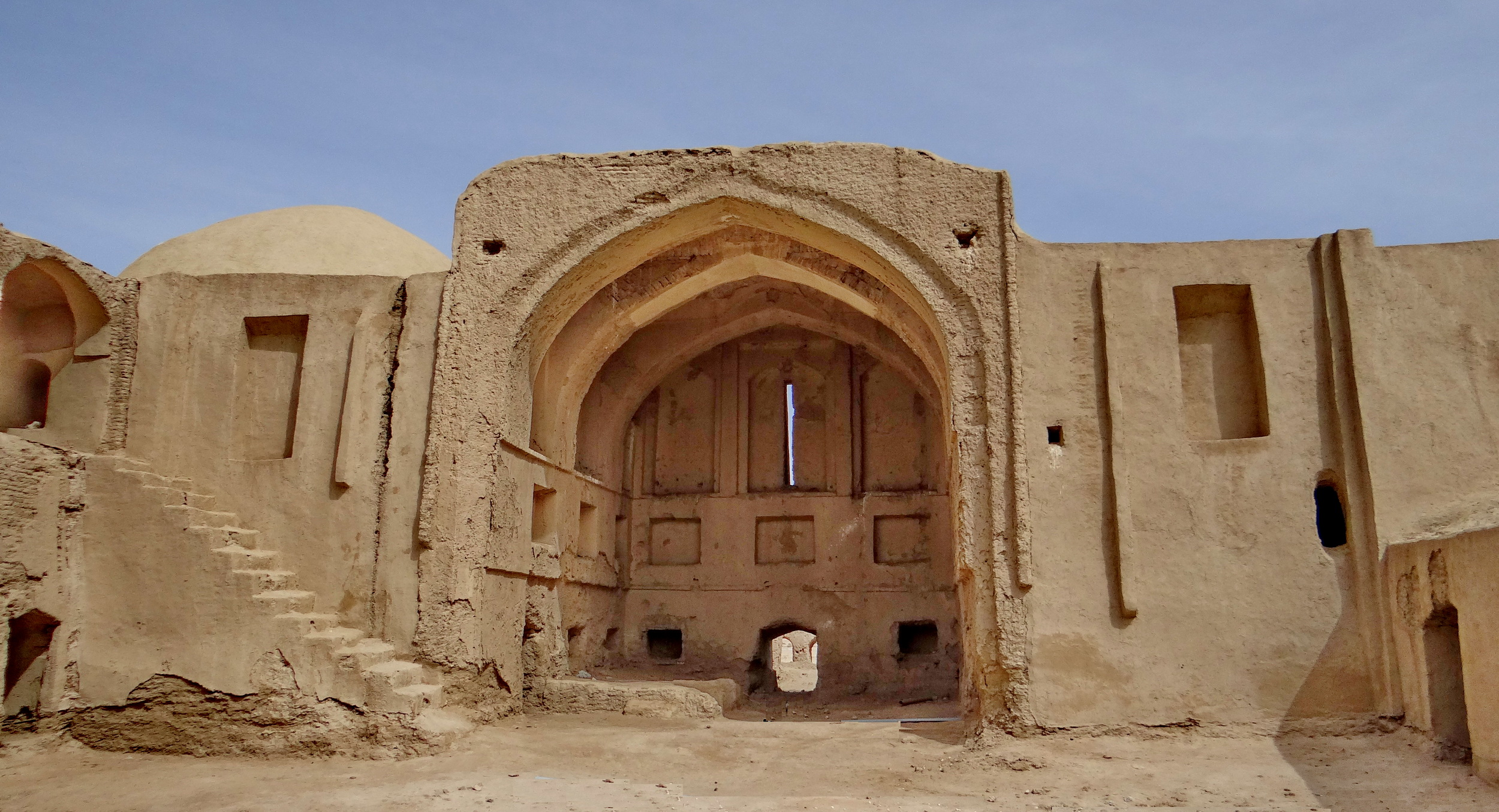
نمای ایوان روبروی قلعه مچی
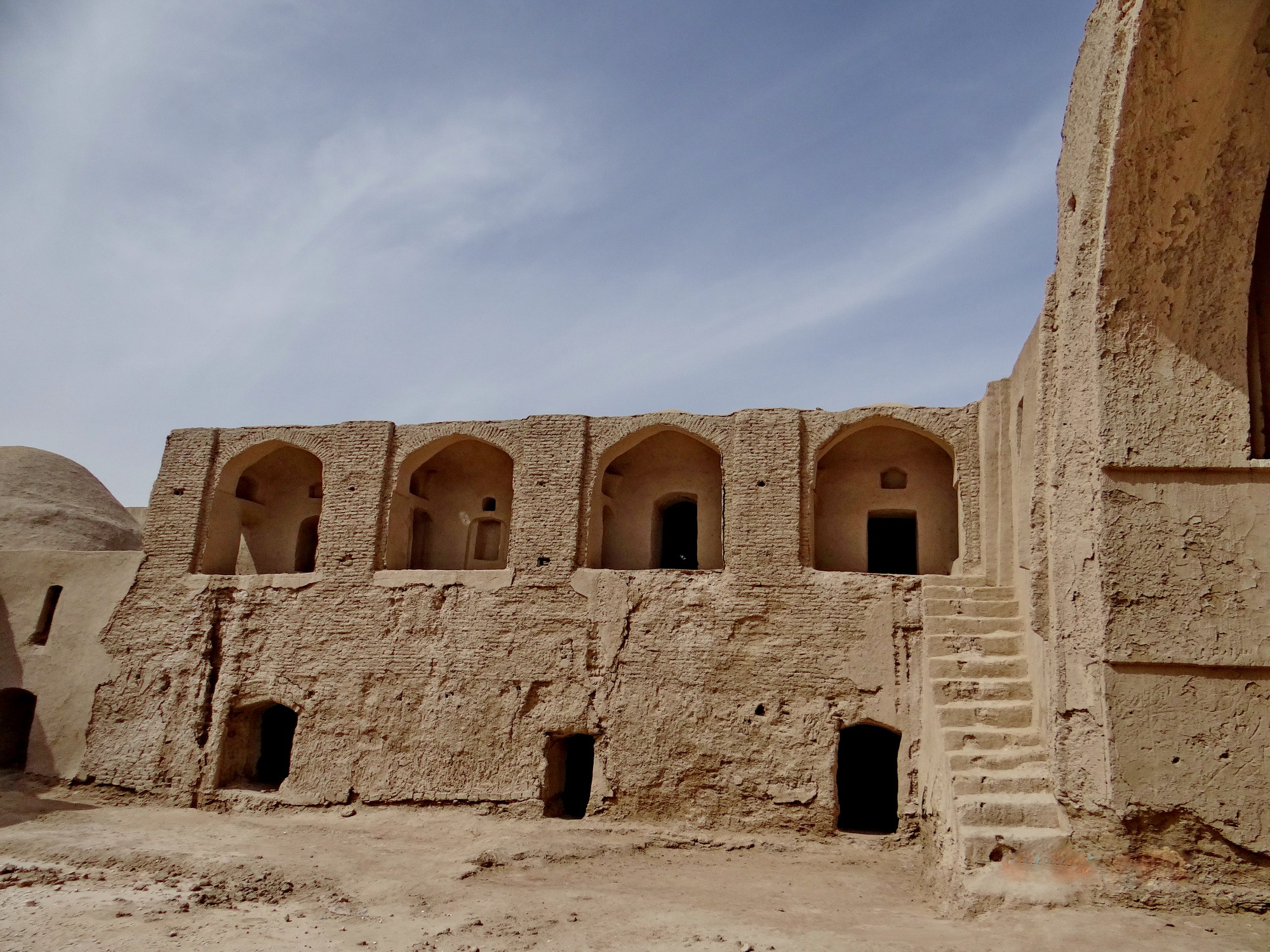
نمای سمت چپ قلعه
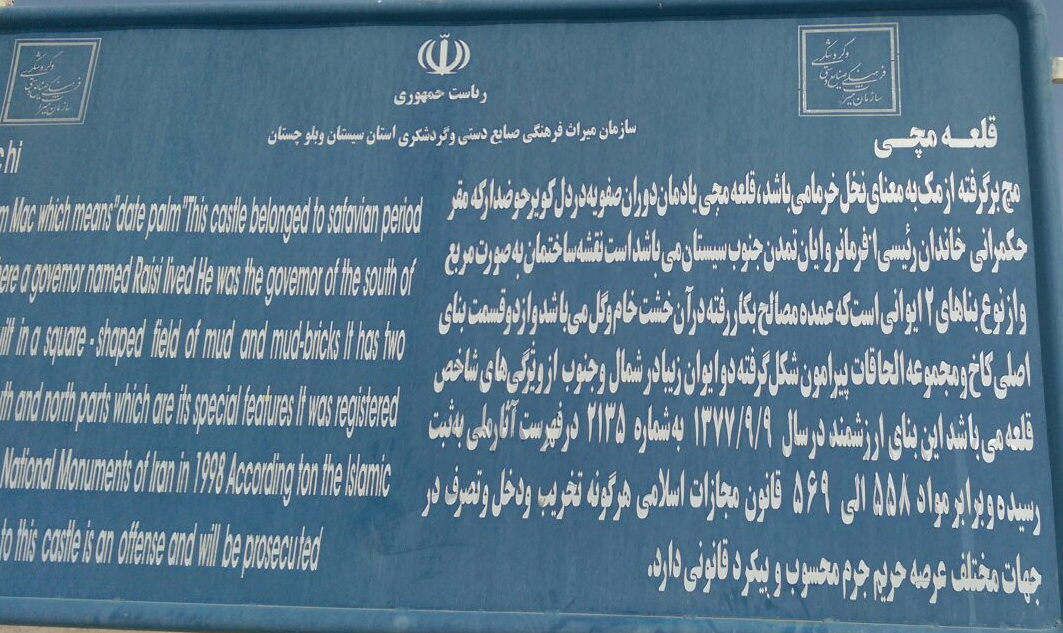
توضیحاتی در مورد قلعه
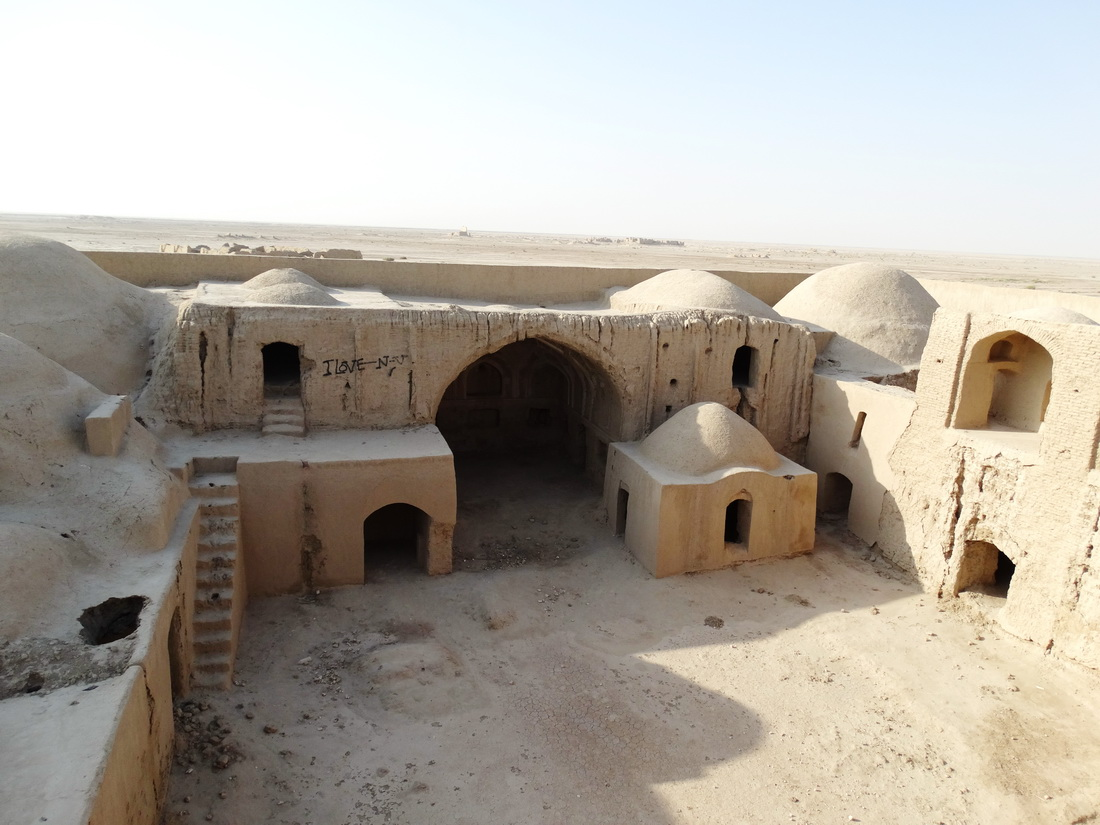
نمایی از بالا
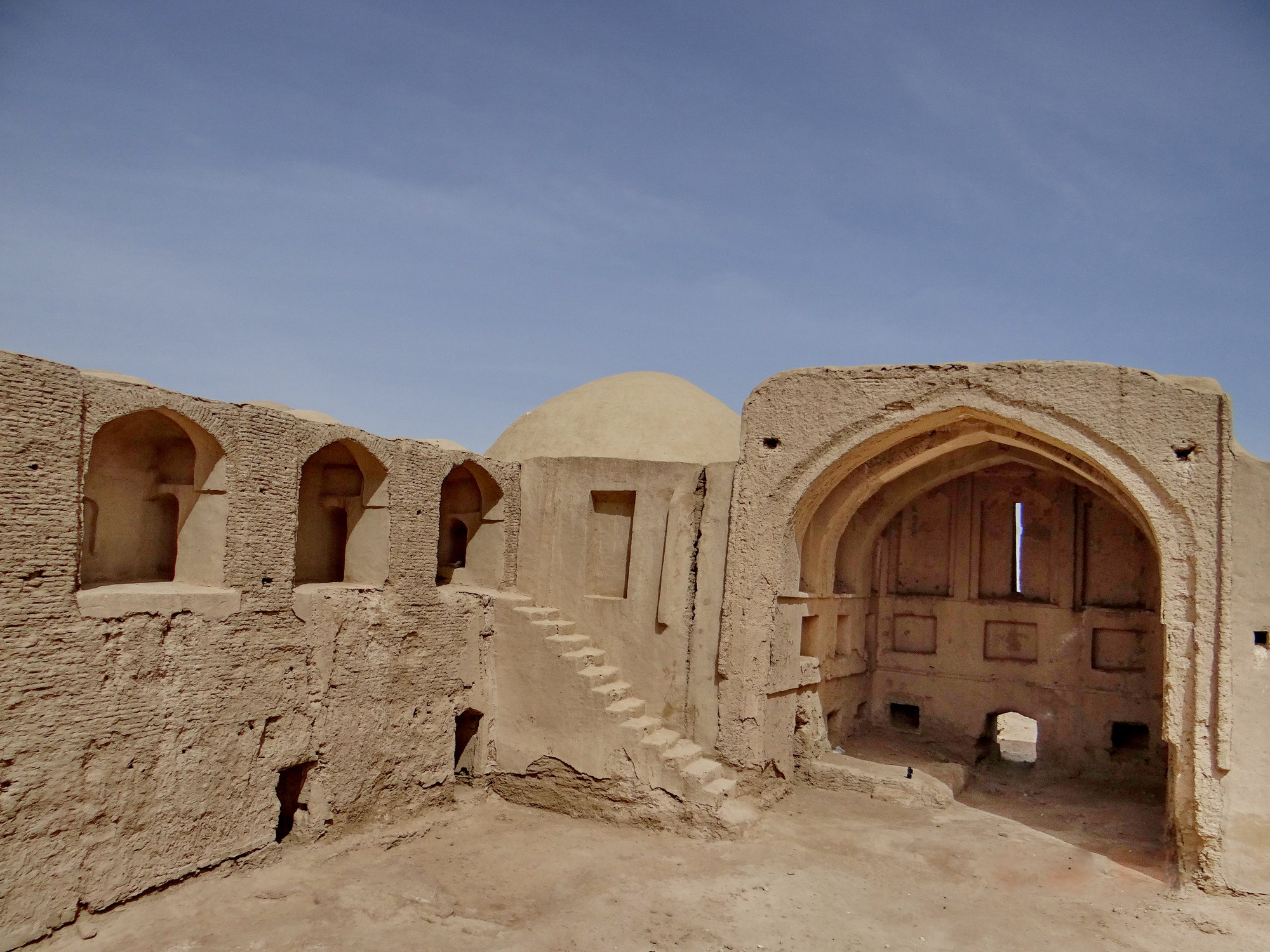
نمای سمت چپ و روبروی قلعه